# Yacuíba
Yacuíba este un oraș situat în partea de sud a Boliviei, în departamentul Tarija, la 3 km de frontiera cu Argentina. La recensământul din 2001 a înregistrat o populație de 64.611 locuitori. Împreună cu orașele argentiniene San José de Pocitos (localizat peste graniță de Yacuiba) și Prof. Salvador Mazza, alcătuiește o conurbație. Centru comercial și administrativ (reședința provinciei Gran Chaco).